# Gul gräsmal
Gul gräsmal, Elachista subalbidella är en fjärilsart som beskrevs av Schläger 1847. Enligt Catalogue of Life är det vetenskapliga namnet istället Elachista hiberna beskriven med det namnet av Annette Frances Braun 1948. Gul gräsmal ingår i släktet Elachista, och familjen gräsmalar, Elachistidae . Arten är reproducerande i Sverige. Inga underarter finns listade i Catalogue of Life.